# Services aux occupants
Les missions de services aux occupants concernent les domaines suivants : gestion des commodités, accueil & standard, gestion documentaire, logistique, environnement, propreté, espaces verts, 3D (désinfection, désinsectisation et dératisation), restauration...
La gestion de ces services par un Facility Manager vise à apporter un environnement de travail sûr, sain et agréable aux salariés,,.